# Durbin, West Virginia
Durbin är en ort i Pocahontas County i delstaten West Virginia, USA.